# Throwing It All Away
Throwing It All Away è un singolo del gruppo musicale britannico Genesis, pubblicato l'8 agosto 1986 come secondo estratto dal tredicesimo album in studio Invisible Touch.
Nel Regno Unito il brano uscì l'8 giugno 1987.

## Tracce
- 7" (UK)

1. Throwing It All Away – 3:41
2. I'd Rather Be You – 3:57

- 7" (USA)

1. Throwing It All Away – 3:41
2. Do The Neurotic (Edit) – 5:21

## Formazione
- Phil Collins – batteria, percussioni, voce
- Tony Banks – tastiera
- Mike Rutherford – chitarra, basso

## Classifiche
| Classifica (1986/87)             | Posizione massima |
| -------------------------------- | ----------------- |
| Canada                           | 12                |
| Irlanda                          | 24                |
| Paesi Bassi                      | 37                |
| Regno Unito                      | 22                |
| Stati Uniti                      | 4                 |
| Stati Uniti (adult contemporary) | 1                 |
| Stati Uniti (mainstream rock)    | 1                 |